# Bubierca
Bubierca ist ein Ort und eine Gemeinde (municipio) mit 57 Einwohnern (Stand: 2024) im Westen der Provinz Saragossa in der Autonomen Region Aragonien im Nordosten Spaniens. Der Ort ist eine Station am Camino del Cid; er gehört zur bevölkerungsarmen Region der Serranía Celtibérica.

## Lage und Klima
Der Ort Bubierca liegt in einer Schleife auf dem Nordufer des Río Jalón gut 106 km (Fahrtstrecke) südwestlich der Provinzhauptstadt Saragossa in einer Höhe von ca. 640 m. Die sehenswerte Stadt Calatayud ist nur ca. 22 km in östlicher Richtung entfernt. Das Klima ist im Winter rau, im Sommer dagegen gemäßigt bis warm; der eher spärliche Regen (ca. 400 mm/Jahr) fällt übers Jahr verteilt.

## Bevölkerungsentwicklung
| Jahr      | 1857  | 1900 | 1950 | 2000 | 2017 |
| Einwohner | 1.105 | 889  | 459  | 108  | 66   |

Als Folge zunehmender Trockenheit, der Mechanisierung der Landwirtschaft, der Aufgabe von zahlreichen bäuerlichen Kleinbetrieben und des daraus resultierenden geringeren Arbeitskräftebedarfs auf dem Land ist die Zahl der Einwohner seit dem 19. Jahrhundert infolge der „Landflucht“ kontinuierlich gesunken.

## Wirtschaft
Die Einwohner des Ortes waren jahrhundertelang im Wesentlichen Selbstversorger; Lebensmittelgeschäfte oder Märkte gab es nicht oder nur selten. Die wenigen Händler, Handwerker und Dienstleister wurden von Straßenhändlern mit dem Lebensnotwendigen versorgt.

## Geschichte
Auf dem Gemeindegebiet von Bubierca wurden weder prähistorische, keltische noch römische oder westgotische Kleinfunde entdeckt. Im 8. Jahrhundert wurde die Gegend von arabisch-maurischen Heeren überrannt, die erst zu Beginn des 12. Jahrhunderts nach Süden abgedrängt wurden (reconquista). In der Folgezeit war die Region jedoch zwischen den Königreichen Aragón und Kastilien umkämpft (Guerra de los Dos Pedros) und konnte erst im Jahr 1454 endgültig Aragón angeschlossen werden.

## Sehenswürdigkeiten
- Die Reste der aus maurischer Zeit stammenden und den Ort überragenden Burg (castillo) wurden bereits im 15. Jahrhundert niedergerissen und durch einen großen Kapellenneubau (Ermita de la Virgen de la Esperanza) ersetzt.[7]
- Die im 16. Jahrhundert erbaute Kirche San Miguel wurde im Jahr 1964 abgerissen und durch einen modernen Kirchenneubau mit Glockengiebel (espadaña) ersetzt.[8]
- In das bröselige Gestein des Burghügels wurden im 17./18. Jahrhundert mehrere Felsenkeller (bodegas) hineingehauen; sie sind heute kaum noch in Gebrauch.

Umgebung
- Ungefähr drei Kilometer nordwestlich des Ortes steht die Ermita de Santa Quiteria. In der Nähe befindet sich ein uralter Zürgelbaum (Celtis australis).[9]